# دامپروری در افغانستان
حدود ۸۰٪ مردم افغانستان به زراعت و دامپروری اشتغال دارند. عموماً پرورش دام و طیور در روستاها توسط زنان انجام می‌شود. صاف کردن پشم تار ساختن و بافتن قالی، گلیم، نگهداری گاو، تولید لبنیات و حفاظت از حیوانات کار زنان است. تولید محصولات دامداری نه تنها زندگی روستاییان را می‌چرخاند بلکه نیازمندی شهرها را نیز مرتفع می‌نماید. اصولاً دامداری یک شغل و بخش بزرگ از اقتصاد افغانستان را تشکیل می‌دهد. بدین منظور در طی بیشتر از ۴۰ سال گذشته دولت و سازمان‌های مرتبط کشاورزی در اصلاح نسل، پرورش حیوانات و تهیهٔ لبنیات سالم برنامه‌هایی داشته‌اند. در وزارت کشاورزی افغانستان (وزارت زراعت) معاونتی به نام «مالداری» وجود دارد. تحت اداره و مدیریت این اداره، مراکز دامپزشکی و مدیریت‌های واکسن‌سازی فعالیت دارند. این مراکز در اکثر ولایات افغانستان فعال‌اند. در ماه دسامبر سال ۲۰۰۳ سازمان غذا و کشاورزی جهان فائو نخستین سرشماری دامداری را در افغانستان اجرا نمود. این پژوهش در ۳۷٬۶۰۰ قریه که دارای ۳ میلیون نفر جمعیت بود صورت گرفت. هزینهٔ این پژوهش که مبلغ ۳۸۰٬۰۰۰ دلار بود، توسط دولت ایتالیا پرداخته شد. در نتیجه اثبات گردید که اصلاح‌سازی حیوانات افغانستان به‌طور طبیعی مدت ۱۰ سال و بیشتر ضرورت دارد. علت کم‌شدن حیوانات در افغانستان خشکسالی‌ها و جنگ‌های چندین ساله بوده‌است. در سال ۲۰۰۳ افغانستان دارای ۳٫۷ میلیون گاو، ۸٫۸ میلیون گوسفند، ۷٫۳ میلیون بز، ۱٫۶ میلیون مرکب، ۱۸۰٬۰۰۰ شتر، ۱۴۰٬۰۰۰ اسب، ۱۲٫۲ میلیون مرغ، مرغابی، بوقلمون و کبک زرین داشت. پراکنش گاو، گوسفند و اسب در شمال افغانستان، پرندگان در صفحات مرکزی، گاومیش در جلال‌آباد، غژگاو در ولایت بدخشان نسبت به سایر نقاط افغانستان بیشتر می‌باشد. کوچی‌ها مالکان ۷۴٫۶٪ گوسفند ۵۱٫۹٪ بز و ۱٪ گاو افغانستان می‌باشند.

## اهمیت دامپروری در اقتصاد افغانستان
دامپروری در اقتصاد افغانستان از اهمیت خاصی برخودار می‌باشد. پوست، روده و پشم اقلام مهم صادراتی این کشور را تشکیل می‌دهند. قبل از جنگ ۶۶ درصد صادرات افغانستان را محصولات کشاورزی و دامی تشکیل می‌داد، از جمله محصولات نباتی ۵۰ درصد و محصولات حیوانی ۱۶٪ و پشم۱۰٪ این صادرات را تشکیل می‌داد. عواید محصولات کشاورزی و دامی قبل از جنگ ۱۱۵ میلیارد افغانی و پس از جنگ ۱۱۸ میلیون دلار گردیده‌است بر خلاف واردات ۶۱۶ میلیون دلار گردیده‌است. در این صورت افغانستان ۲٫۳ میلیارد دلار مقروض می‌گردد. در طول تاریخ ساکنان این کشور از حیوانات نه تنها به منظور گوشت بلکه به مقاصد پوست، پشم، لبنیات، ترابری، کشاورزی، خریدوفروش، ورزش و غیره نیز استفاده کرده‌اند. گوشت دارای آمینو اسیدهای ضروری بوده که در رشد و نمو بدن انسان حایز اهمیت می‌باشد. افغانستان در سال‌های ۱۹۹۰–۱۹۹۵ حدود ۲۲ میلیون گوسفند، ۳٫۶ میلیون گاو و ۸٫۹ میلیون بز داشت. در طی سال‌های خشونت و خشکسالی تولید گوسفند، گاو و سایر حیوانات روند نزولی را پیموده‌است. در صورتی‌که علفزارهای خشک شده دامنه‌های هندوکش دوباره احیا گردد مساحت مراتع و چراگاه‌ها دوباره به ۳۱ میلیون هکتار یعنی ۴۹٪ خواهد رسید که تقریباً نصف وسعت سرزمینی کشور را تشکیل می‌دهد. طبق ارزیابی متخصصین کشاورزی، افغانستان گنجایش ۳۱۰ میلیون دام را به شرحی که در ادامه می‌آید، دارد:
۱۱۰ میلیون گاو، صد میلیون گوسفند، ۱۰۰میلیون سایر حیوانات و پرندگان. پس از سال ۲۰۰۲ سازمان‌های USAID ; UNDP, WORLD BANK و سازمان کشورهای اسلامی تلاش ورزیدند تا در وضع کشاورزی و دامپروری بهبود به وجود آورند. دو سازمان مردم‌نهاد (NGO) در بخش حیوانات و ۴۰ سازمان مردم‌نهاد (NGO) در بخش مرغداری فعالیت‌هایی را انجام دادند که ثمر بخش بوده‌است.

## خوراک دام و طیور در افغانستان
غذای حیوانات عبارتند از برگ ساقه و تخم غلات چون گندم، جو، جواری، جودر، علوفه جات اعم از برگ و ساقه و تخم مانند ارزن باجره شاحل لبلبو رشقه شبدر ذرت جوار حبوبات [فامیل لیگوم] لوبیا نخود ماش شفتل شاخل، کلول پتک، عدس ممپلی و تعداد از سبزه‌ها برگ ساقه و ریشه گیاهان طبیعی. کشاورزان قسمت مورد نیاز گیاه را برای خود نگه داشته باقی را به حیوانات خود می‌دهند. مثلاً جوار دانه آن را برای خود نگهداشته ساقه و برگ  آن را به دام می‌دهند. علاوه بر این حیوانات نیاز به کلسیم، نمک، ویتامین‌ها و آنزیم‌ها دارند. حیوانات اهلی در افغانستان مدت ده ماه از چراگاه‌ها طبیعی تغذیه می‌دارند. در دو ماه که سرما شدید می‌باشد لازم است دهقانان خود غذا حیوانات خویش را  تهیه کنند. بهترین غذا برای حیوانات نشخوارکننده و شیرده رشقه می‌باشد. بدین منظور دهقانان غذای زمستانی حیوانات را از مخلوط رشقه و سایر علوفه جات تهیه کرده که به آن بیده و سایلج گفته می‌شود. در کشورهای پیشرفته روال این است که شرکت‌های بزرگ و مجرب تولید غذا، سایلج، نمکیات و ویتامین‌های حیوانات را به عهده داشته، سالم بودن و در دسترس بودن آن را هم تضمین می‌نمایند. بدین ترتیب کشاورزان و دامداران عواید خوب بدست می‌آورند. مثلاً یک گاو افغانی با وضعیت تغذیه و نگهداری نامناسب دریک سال ۱۷۰۰لیتر شیر می‌دهد در حالیکه یک گاو دانمارکی ۹۰۰۰لیتر شیر می‌دهد. دانمارک مبلغ ۵۵میلیارد کرون یا یک میلیارد دلار در سال از طریق صادرات شیر و فرآورده‌های لبنی بدست می‌آورد.

## علفزار و انواع آن

[ پرورش گاو در شرق و صفحات مرکزی دامنه‌های هندوکش از اهمیت زیادی برخوردار است

افغانستان دارای ۳۰ میلیون هکتار زمین علفزار می‌باشد که ۴۷ درصد مساحت سرزمینی‌اش را تشکیل داده‌است. دامنه‌های کوه هندوکش چراگاهی طبیعی و دایمی محسوب می‌شود. نحوه استفاده از چراگاه‌های افغانستان به دو روش است: چراگاه دامداران یکجانشین و کوچ‌نشینها. کوچ‌نشینان در فصل گرما با حیوانات خویش در چراگاه دامنه‌های هندوکش مسکن گزیده و در زمستان به پاکستان یا هند می‌روند. علفزارهای افغانستان تحت حفاظت دولت قرار نداشته همه ساله توسط دامداران محلی مورد استفاده قرار می‌گیرد. تناوب زراعتی درین علفزارها وجود نداشته و فاقد کنترل می‌باشد. چراکه سواستفاده و افراط در کشت و کار باعث ازدیاد فرسایش خاک در این کشور گردیده‌است. در افغانستان چرا از اول بهار شروع شده در آبان ماه پایان می‌یابد که بعضاً در ماه‌های شهریور، مهر و آبان مشکلات چرا وجود دارد. در کشورهای پیشرفته چراگاهی در کنترل قرار گرفته دولت یا مالداران گستره چراگاه را به چند قسمت تقسیم می‌نمایند یعنی چراگاه بهاری تابستانی و پاییزی. یعنی همه چراگاه را در یک زمان مورد استفاده قرار نمی‌دهند. همچنین بذر گیاهان مورد نظر و کود را به آن اضافه می‌کنند. نوع گیاه مورد چرا قرار گرفته و مقدار چرا مستقیماً بر وزن احشام تأثیر دارد. چرای بز در ارتفاعات و کوه‌ها، چرای گوسفند و گاو در دامنه‌های کوه‌ها و شتر در دشت‌ها مناسب می‌باشد. استفاده از بیابان زارها به منظور چراگاه غیر علمی است.

## گاو

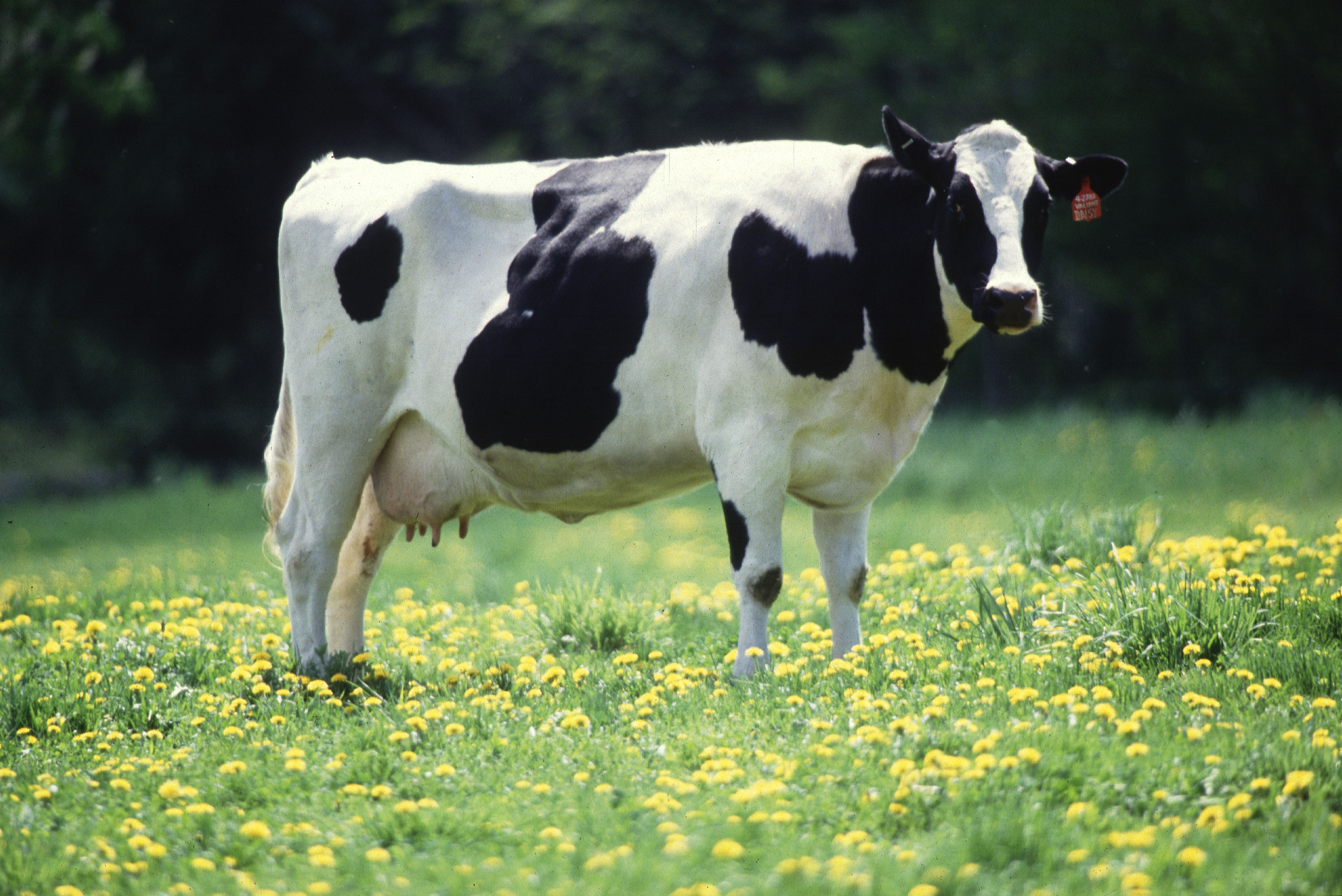
[ هولشتین اولین گاو اصلاح نژادی شده شیری است.

این حیوان در تمام مناطق افغانستان وجود دارد. این حیوان بیشتر در ولایات فراه جوزجان ولایت نورستان بدخشان وتخار وجود دارد. انواع گاوهای افغانستان عبارتند از گاو کابلی، قندهاری، غژگاو بدخشانی، کنری، شان خن سری، سیتانی و از گاوهای خارجی نیو جرسی هولشتین، فریسین و بران سویس می‌باشد. گاوهای قندهاری و سیستانی دارای جثه‌ای قوی وکنری  لاغر می‌باشد. در افغانستان گاورا به مقاصد گوشت، شیر، کار، و انتقالات استفاده می‌نمایند. علاوه برآن گاو دارای محصولات فرعی می‌باشد که دارای ارزش اقتصادی است. محصولات فرعی گاو عبارتند از پوست، کودحیوانی و استخوان. کیفیت پوست نیز جز قیمت گاو است. پوست گاو ۸–۱۰ درصد قیمت گاو را و پوست گوساله ۱۵–۲۰٪ قیمت گوساله را در بر می‌گیرد. گوشت گاو دارای طعم لذیذ و دارای آمینواسیدهای ضروری می‌باشد. معمولاً گاوها به مقاصد گوشت و شیر پرورش داده می‌شوند. از جنس نر آن استفاده‌های مختلفی می‌نمایند. درافغانستان تاکنون گاوداری به‌ شکل مکانیزه به دلیل عدم امنیت و کمبود برق به‌طور کل رایج نگردیده‌است. افغانستان دارای سه نوع گاو یعنی وطنی، گاو میش، و غژگاو می‌باشد. در طی ۳۵ سال وزارت کشاورزی افغانستان با همکاری سازمان‌های کشاورزی جهان تحقیقاتی در مورد نسل کِشی و اصلاح نژادی گاوهای خارجی با گاوهای افغانی اجرا نموده‌است ولی در مورد گاو گوشتی طور مشخص هیچ طرحی در دست نداشته‌است. در شرایط صفحات مرکزی افغانستان پرورش گاوهای جرسی و هولشتین نتیجه مثبت داده‌ است. در طی این سال‌ها در مورد هزاران راس گاو افغانستانی با اسپرم گاو هولشتین لقاح مصنوعی انجام شده‌ است. در نقاطی از افغانستان که هوای گرم دارند پرورش گاو نتیجه چندان خوبی نداشته‌ است زیرا گاو در شرایط محیطی ۴۰–۴۵ درجه حرارت به مقدار زیادی وزن خود را از دست می‌دهند. در چنین شرایطی در صورت که آب فراوان باشد پرورش گاومیش مناسب است. و اگر کمبود آب قابل رفع نباشد لازم است در مورد بدست آوردن نسل اصلاح شده بومی پژوهش صورت گیرد. در کشورهای اسکاندیناوی یک دامدار با دونفر کارگر ۴۵۰–۵۰۰ گاو را پرورش داده و در سال ۲–۵میلیون لیتر شیر بدست می‌آورند. هر گاو در سال ۹۰۰۰لیتر شیر می‌دهد. هوای سرد، نژاد خوب، دادن غذای مکفی از قبیل علوفه جات تخمیر شده انواع نمکیات ضروری وکلسیم دار از جمله دلایل موفقیت دامداری در اسکاندیناوی می‌باشد.

### ساختمان داخلی گاو
معده گاو دارای ۴ قسمت می‌باشد. در داخل معده گاو میکروب‌هایی مفید وجود دارد که از علف شیر و آمینو اسید می‌سازد. در جهان بیشتر از ۲۵۰نوع گاو وجود دارد. تاکنون دانشمندان از طریق اصلاح ژنتیکی توانسته‌اند حدود صد نسل اصلاح نژادی شده تولید کنند. گاو در سال یک گوساله تولید می‌کند و از ۱۵–۲۵ سال عمر دارد. هر دوره شیردهی گاو ۹ ماه‌است. گاوها دارای وزن‌های مختلف اند [۱۰۰۰-۱۵۲۰ کلیو گرام]. بیشتر گاوهای افغانستان به دلیل سوءتغذیه لاغر می‌باشند. یک گاو افغانی در روز ۲–۵ لیتر شیر و در سال ۱۰۰۰–۱۷۰۰ لیتر شیر تولید می‌کند. مناسبترین وقت کشتن گاو زمانی است که به وزن ۷۵۰ کیلوگرم برسد.

## گوسفند

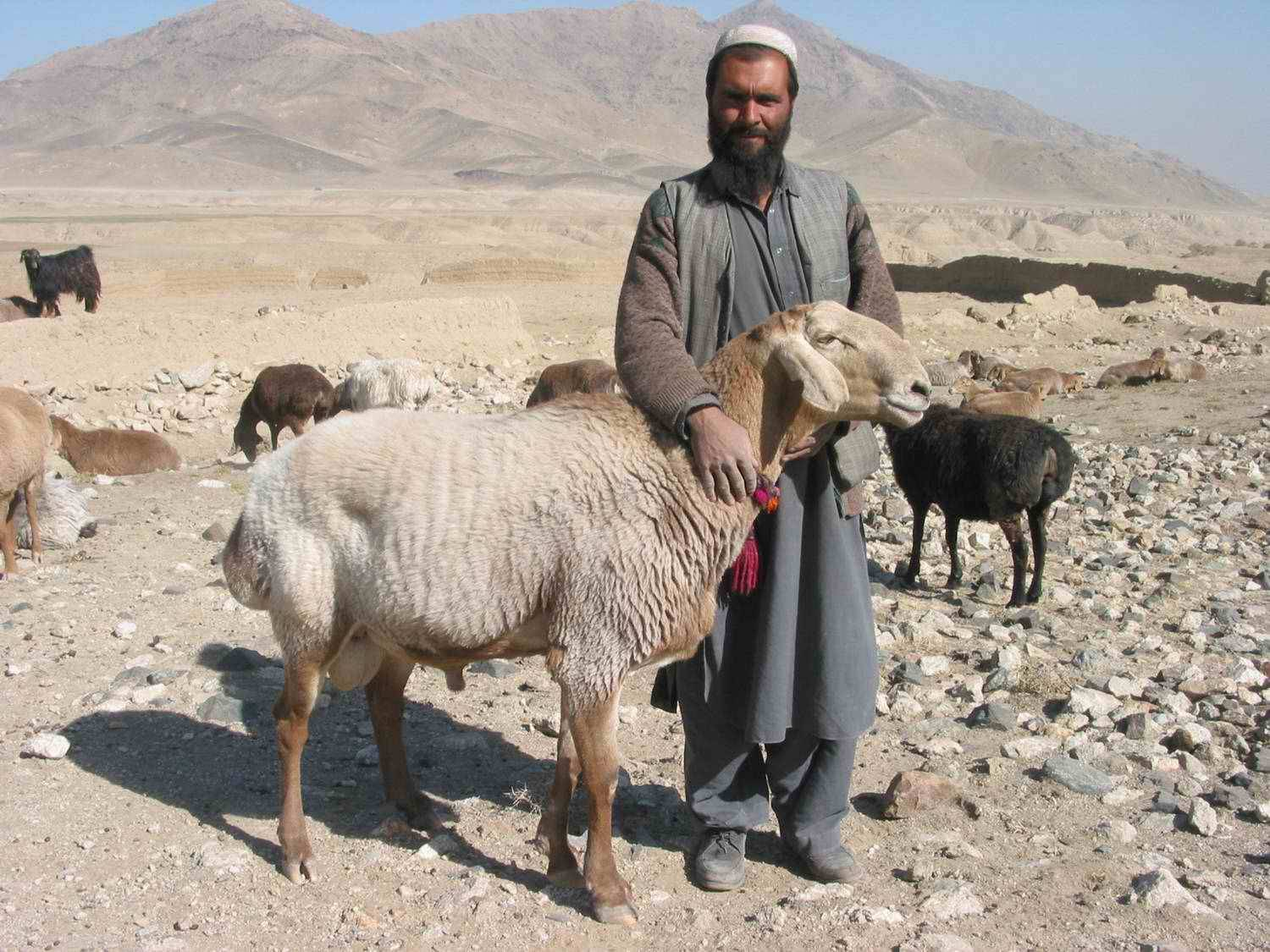
[ گوسفند چاری از جمله نسل خوب گوسفندان افغانی است که دارای وزن زیاد می‌باشد.

در افغانستان دو نوع گوسفند است دنبه دار و بی دنبه. نوع دنبه دار آن عبارتند از قره قل، غلجای، گدیک، هزارگی، بلوچی و قندهاری می‌باشد. نوع غیر دنبه آن عربی ترکی می‌باشد. وزن گوسفندهای شمال افغانستان ۵۰–۵۵ کیلو می‌رسد. و وزن گوسفند گدیک پنجشیر و بدخشان بین ۲۸–۳۵ کیلو می‌رسد. این حیوان داری چهار معده بوده از گیاه‌ها پروتئین را در بدن خود می‌سازد. گوشت گوسفند در افغانستان قیمت تر از گوشت گاو می‌باشد. گوسفندهای افغانستان مدت ۹–۱۰ ماه در چرا گاه‌ها توسط چوپان‌ها به چرش برده می‌شود. ۲–۳ ماه باقی سال را مالداران برای گوسفندها جیره تهیه می‌دارند.
گوسفند و بز ۹۰۰۰ سال قبل در افغانستان وایران اهلی گردیده و سپس به ترکیه و از آن پس به آفریقا برده شده‌است. در بدخشان افغانستان تاکنون گوسفند وحشی به نام گوسفند مارکوپولو و در نورستان بزکوهی وحشی وجود دارد. در افغانستان انواع گوسفند وجود دارد که یکی ازدیگر تا حدودی تفاوت دارند. نوع مشهور گوسفندهای افغانی عبارتند از قرغ هزاره گی، ترکی، قره قل، عربی، شینواری، بوری و چاری می‌باشد. محصولات گوسفند در افغانستان عبارتند از پشم قالی نمد گلیم کمپل البسه جیر، دریه، روده می‌باشد که همه ساله به خارج صادر می‌گردد. صادرات پوست قره قل یکی از اقلام عمده این کشور را تشکیل می‌دهد که سالانه از ۵۰–۱۰۰ میلون دلار عواید بدست می‌آید.

## بز

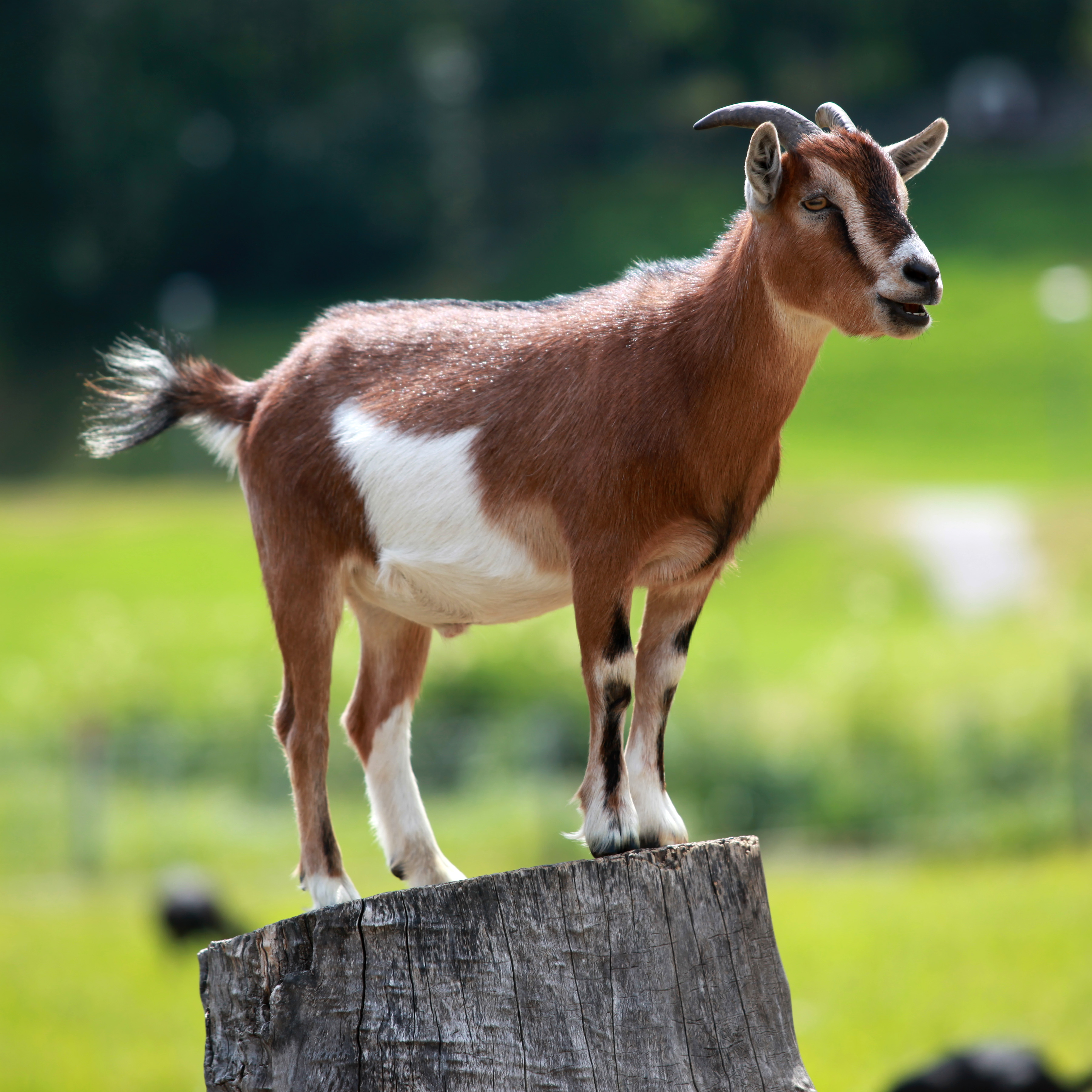
[ بز یک حیوان شوخ که می‌تواند روی کوه‌ها بالا شود

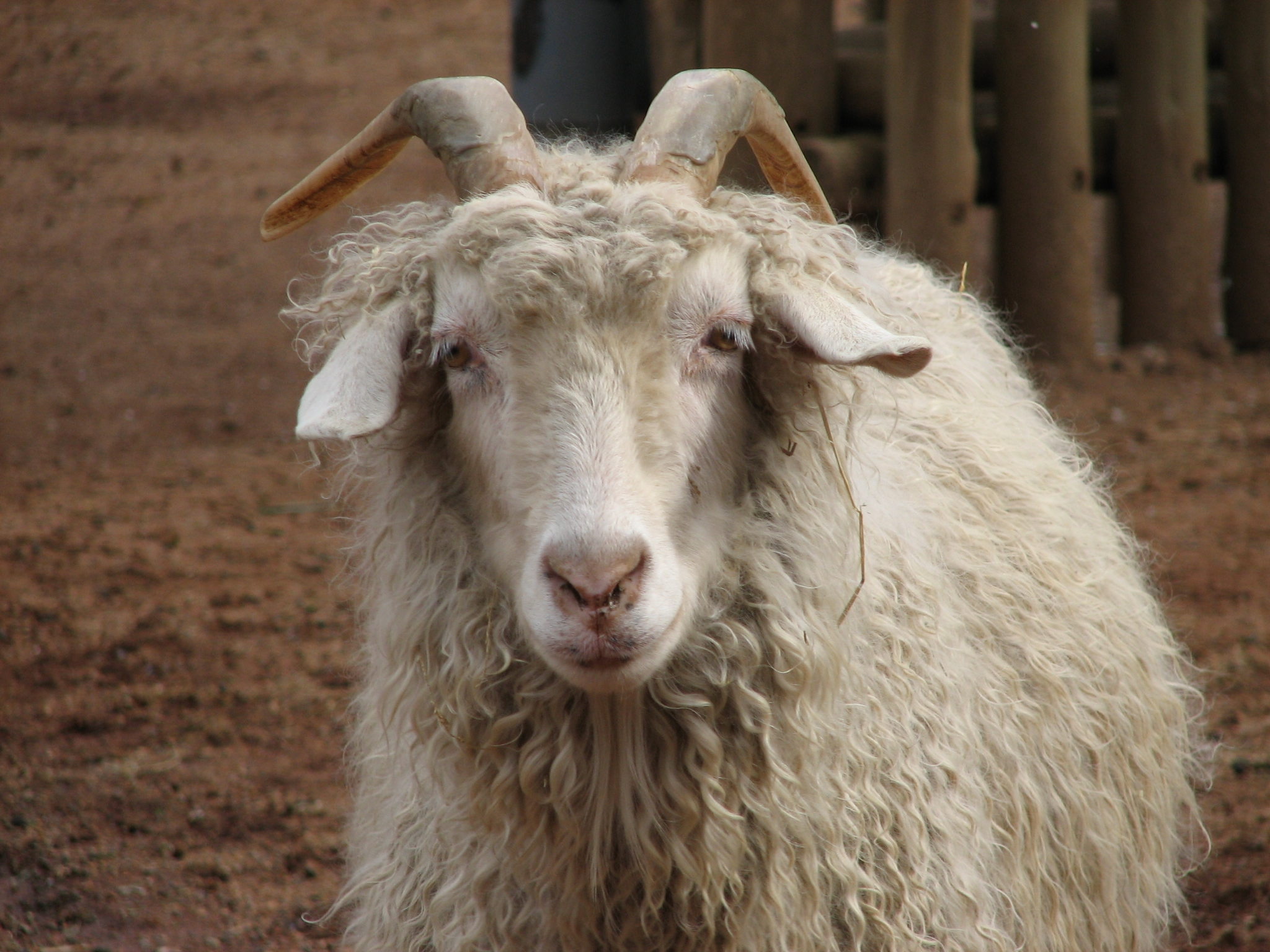
[ بز کشمیره

طبق گزارش سازمان غذائی جهان افغانستان در سال ۲۰۰۳ دارای ۷٫۳میلیون بز بود. نگهداری بز در افغانستان سابقه طولانی دارد ریرا نورستان مادر بز کوهی نورستانی‌اند. در افغانستان معمولاً بز با گوسفند یکجا به چرا برده می‌شود. محصولات فرعی بزهای افغانستان گوشت شیر پوست کشمیره می‌باشد. تولیدات کشمیره افغانستان الی ۱۰۰۰ تن در سال می‌باشد. در جهان تا فعلاً ۳۰۰نوع بز وجود دارد که به مقاصد گوشت شیر پوست پشم و غیره تربیه می‌شوند. در افغانستان بز را برای چندین مقصد تربیه می‌نمایند. مرگ ومیر بز نسبت به دیگر حیوانات زیاده تر می‌باشد.

### انواع بز
در جهان ۳۰۰نوع بز وجود دارد در افغانستان بز وحشی (مارخور) و اهلی وجود دارد. بز اهلی عبارتند از کابلی، اسماری، قندهاری، مار خور کشمیری و نوع نسل جدید رهنما تاجکی و وطنی می‌باشد. از جمله بز اسماری بزرگتر می‌باشد. بزها پشم دار را یک کورکه دو کورکه و بدون کشمیره را لشه می‌گویند. مالداران بزها را غرض اینکه گوشت بهتر تولید نمایند خسی (عقیم) می‌سازند. در بازارها بزها را به نام قوچ قوچ نر گوزن عقیم گوزن غیر عقیم و بزغاله یاد می‌نمایند. در افغانستان عمر یک بز ۱۰–۱۴ سال می‌باشد. مالداران بزها را در سه ماه زمستان بار دار نگاه می‌دارند و در بهار چوچه به دنیا ما آورند. سن بار داری بز یک الی یکنیم سالگی است. معمولاً تعداد چوچه دو می‌باشد. یک بز در روزی ۲–۲٫۵ لیتر شیر تولید می‌کند. بزها هرنوع علف را می‌خورند. داری چهار معده‌اند که در معده خود تولید پروتئین را می‌نمایند. یعنی از علف هرزه پروتئین حیوانی تولید می‌نمایند. ۵۱٫۹٪ مالکین بز کوچی‌هااند.

## اشتر

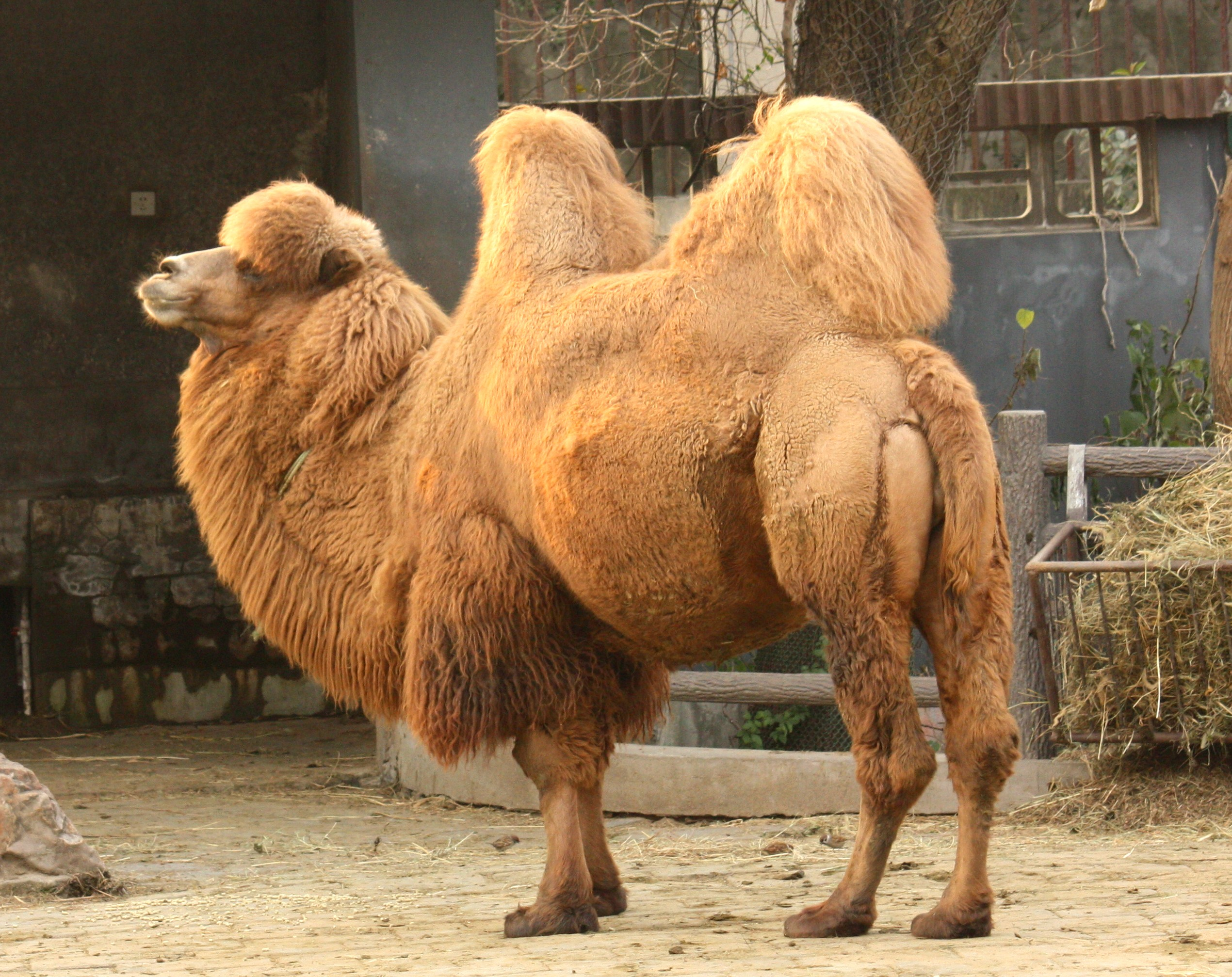
[ شتر دو کوهانه باختری.

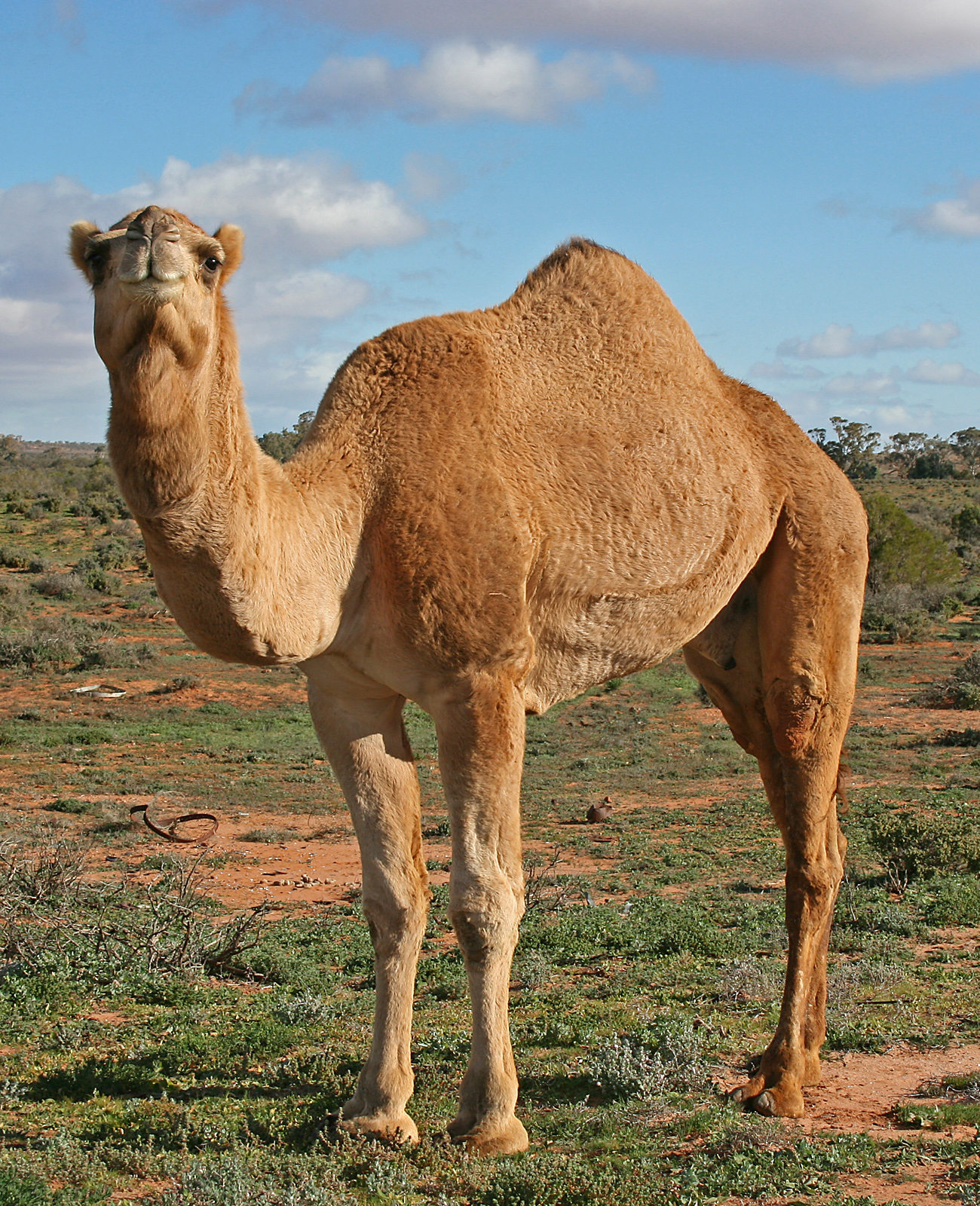
[ شتر یک کوهانه صحرا

شتر یک حیوان نشخوارکننده سه معدوی و پستاندار می‌باشد. شتر در مقابل تشنگی مقاومت زیاد دارد بدین منظور به نام کشتی صحرا یاد می‌شود. در افغانستان شتر تا اکنون مورد استفاده قرار می‌گیرند. مالداران شمال افغانستان، غرب و کوچی‌ها شتر تربیه می‌نمایند. ۸۰درصد انتقالات کوچی‌ها توسط شتر صورت می‌گیرد. علاوه بر آن شتر به مقصد گوشت شیر پوست و پشم تربیه می‌گردد. هکذا شتر به مقاصد سپورت، تفریح، قاچاق، نیز استفاده دارد. معمولاً شترهای افغانستان دو کوهانه‌است ولی به تعداد زیادی یک کوهانه نیز وجود دارد.

### ساختمان بدن
از اینکه زمستان افغانستان سرد و پر برف می‌باشد مردم در انتقالات از دو کوهانه استفاده می‌نمایند. شترهای دو کوهانه برف می‌خورند. شتر قدرت این را دارد که فاصله ۴۰–۵۰ کیلومتر را در یک ساعت سپری نماید. در افغانستان از شتر و قاطر به منظور انتقالات اسلحه چوب در دره‌های پر خم پیچ نیز استفاده می‌نماید. شتر دارای دندان‌های تیز و لب‌های سخت است. یک حیوان انتقام جو ونر آن به صاحب ظالم اطاعت نمی‌کند. دارای ۳ معده بوده قدرت این را دارد که در ۱۵ دقیقه ۲۰۰ لیتر آبرا بنوشد. شتر در موقع گرسنگی و تشنگی از بدن خود استفاده می‌نماید. شترهای یک کوهانه قوی تر از دو کوهانه بوده می‌تواند وزن به اندازه ۱۷۰–۲۵۰ کیلو گرام را در ۴–۵ ساعت انتقال دهد. عمر طبیعی یک شتر نارمل ۴۰–۵۰ سال می‌باشد. شتر دارای گردن دراز بوده در موقع باربری توازن بدن را توسط گردن نگاه می‌دارد. وهم نسبت دراز بودن گردن از بته‌های سخت و خارهای روی زمین استفاده می‌نماید.

### تاریخچه
مردم شمال افغانستان بیش از ۴۵۰۰ سال قبل شتر را اهلی نموده بودند. قبلاً در این مناطق شترهای وحشی وجود داشت. بدین منظور شترهای دوکوهانه را به نام اشتر باختری یاد می‌نمایند. در کاروان‌های راه ابریشم از شتر نیز استفاده می‌نمودند.

## اسب
تربیه اسپ در افغانستان عمومیت داشته مردم از اسپ به مقصد ترانسپورت و ورزش استفاده می‌نمایند. بجز مردم قزاق دیگر ملیتها از گوشت اسپ استفاده نمی‌نمایند. مردم صرف از موی دم اسپ برای دام شاندن استفاده می‌نمایند. اسپ‌های افغانستان در جسامت فرق دارند. نوع اسپ‌های خوب افغانستان را به نام مزاری قطغنی ترکمنی هراتی و یابو (اسپ ماده) می‌نامند. غذای خوب برای اسپ جو است.

### بز کشی

مسابقات بز کشی در شمال افغانستان

بزکشی یکی از بازی‌های ملی افغانستان است. این بازی در ردیف بازی‌های ملی و بین‌المللی افغانستان شمرده می‌شود. مردم ازبک ترکمن و تاجیک صفحات شمال افغانستان به اسپ علاقه داشته و چاپ اندازان ماهر دارند. بازی کنان بزکشی را به نام چاپ انداز می‌گویند. بازی بز کشی پس از سال ۱۳۴۵ در سطح جهان منحیث بازی افغانی شمرده شد. کشورهای ازبکستان تاجکستان ترکمنستان قزاقستان و قرقیزستان که روابط تاریخی فرهنگی و نژادی با مردم شمال افغانستان دارد پس از دریافت استقلالیت این بازی را نیز جز سپورت ملی خود اعلان نموده‌است. بزکشی به صفت بازی فرهنگی کشورهای آسیا میانه شناخته شده‌است. امکان آن میردو که در آینده میلیون‌ها تماشاچی برای این بازی مردانه اشتراک خواهند ورزید.

## سگ

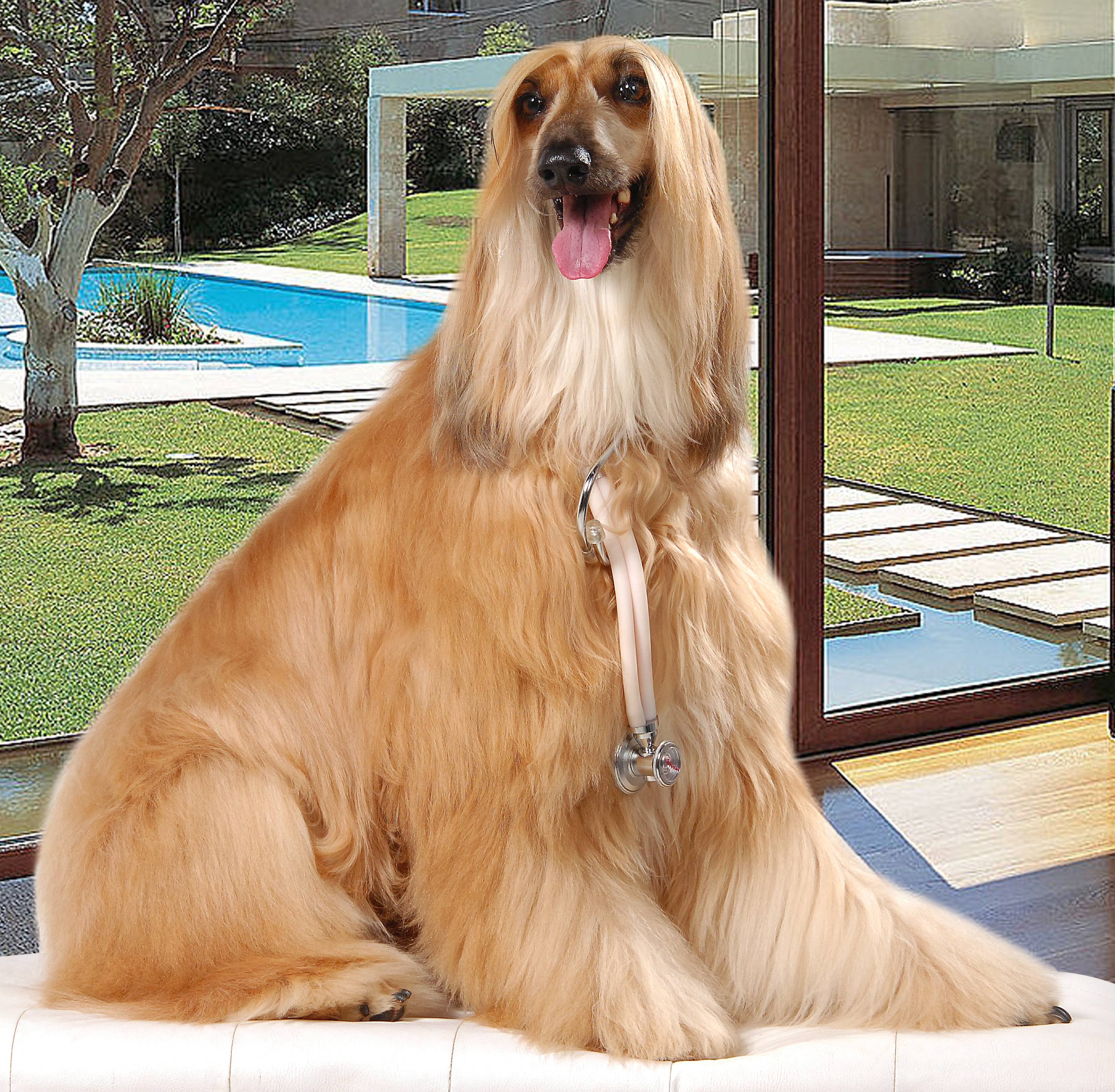
سگ تازی افغانی در زیبائی خود خیلی مشهوراند.

سگ یک حیوان وفا دار به صاحب خود می‌باشد. سگ‌های اصیل افغانی سگ‌های مزاری پاپی بنجر تازی می‌باشد. سگ‌ها در افغانستان به مقصد پاسبانی رمه و منازل، تفریح و ورزش نگهداری می‌شود. تقریباً در تمامی دهات و قریه جات گرک بوده و همیشه رمه‌های حیوانات را در زمستان مورد حمله قرار می‌دهند. سگ‌های رمه افغانستان خیلی قوی بوده در مقابل گله بزرگ از گرگ‌ها می‌جنگند. سگ‌های خانگی افغانستان آدم خور تربیه شده اشخاص مظنون را مورد حمله قرار می‌دهد. سگ‌های جنگی الی ۱۰۰۰۰۰ دلار قیمت می‌داشته باشد. سگ تازی افغانستان در تمام جهان مشهور بوده دارای قد بلند پشم زیاد گوش‌های خیلی دراز می‌باشد به نام افغان هوند یاد می‌شود

### ساختمان داخلی
دندان‌های سگ خیلی قوی بوده قدرت شکستن استخوان‌ها را دارند. سگ‌ها ذکی هوشیار دارای بوی تیز بوده از فاصله‌های دور دشمن را از بو می‌شناسد. یک حیوان گوشت‌خوار بوده نوع وحشی و اهلی آن وجود دارد. در افغانستان سگ‌های رمه الی ۱۲ سال زندگی می‌نمایند. سگ ماده می‌تواند الی ۱۶ چوچه دهد. سگ‌های مزاری دارای وزن ۱۶۰کیلو گرام و طول قد آن یک متر می‌باشد.

## سایر حیوانات
علاوه بر حیوانات یاد شده مردم حیوانات چون مرکب قاطر و خرگوش را نگهداری می‌نمایند. تا اکنون پروژه‌های اقتصادی تولید پوست سمور سنجاب روباه وجود ندارد صرف از طریق شکار بدست می‌آورند. هکذا درین اواخر سازمان ملل و اداره همکاری کشور آمریکا مردم را تشویق می‌نمایند تا پروژه‌های پرورش ماهی را به دست گیرند. طور طبیعی در دریاهای افغانستان به مقدار کافی ماهی‌های خورد و بزرگ وجود دارد. یک تعداد پروژه‌های تربیه ماهی نیمه فعال از سابق باقی مانده‌است این پروژه‌ها عبارتند از پروژه پرورش ماهی بند سروبی، نغلو، آمودریا، کجکی، کوکچه، داله و غیره می‌باشد.

## مرغداری
افغانستان دارای ۱۲ میلیون پرنده بوده از جمله ۶ میلون آن مرغ خانگی می‌باشد. انواع مرغ‌های افغانستان عبارتند از کلنگی، مرغ سفید، سابوری، پپوگک، کوسه و غیره می‌باشد. مرغ نر را به نام خراس و ماده را به نام ماکیان یاد می‌نمایند. تخم مرغ در تمام افغانستان حدود بیست نام دارد نام‌های مشهور آن تخم، هگی، خاگینه و سفال می‌باشد. در طول سال‌های قبل از ۲۰۰۲ مردم و دولت به نسبت ضعف اقتصاد، عدم امنیت، و عدم سهولت غرض دریافت وسایل مدرن مرغداری نتوانسته‌اند که فرهنگ مرغداری را گسترش دهند. با وجود اینکه وزارت زراعت در مورد خدمات ارزنده انجام داده‌است؛ ولی عوامل نگذاشت این برنامه وسعت نماید. در زمان حکومت دکتر نجیب اله گوشت مرغ از کشور چکسلواکی و هندوستان بقدر کافی وارد می‌گردید اما نه مرغ زنده. پس از سال ۲۰۰۲ که راه‌ها وشرایط اقتصادی مساعد گردیده‌است مردم تمام افغانستان آغاز بکار مرغداری نموده‌اند. فعلاً ۸۰٪ تجهزات مرغداری از ایران و۲۰٪ از اطریش وارد می‌گردد؛ ولی تا اکنون تولیدات نتوانسته‌است کفایت این جامعه را نماید. ۸۰٪گوشت مرغ از کشورهای ایران پاکستان برازیل وترکیه وارد گردیده صرف ۲۰ درصد تولیدات وطنی می‌باشد. دانه مرغ وچوچه‌ها از ایران و پاکستان وارد می‌گردد؛ که خلاف موازین بوده باعث انتقال مرض از یک کشور به کشور می‌گردد.

### پروژه‌های بزرگ مرغداری
پروژه مرغداری هلمند{HPP}:این پروژه به همکاری اداره کمک‌های آمریکا (USAID) بنا شده‌است. پروژه مرغداری هلمند دارای ظرفیت تولید ۹۰۰۰۰۰مرغ دریک ماه را دارد. تا اکنون بیشتر از یک میلیون مرغ را تولید نموده‌است. هکذا قدرت تولید ۷۵۰ تن خوراک مرغ را در یک ماه دارد.

### پروژه کاریابی زنان منازل
هدف از این پروژه مشغول ساختن زنان منازل وسهم‌گیری آن‌ها را در ارتقا سطح اقتصاد فامیل‌ها می‌باشد. این پروژه توسط وزارت زراعت افغانستان، اداره همکاری‌های آمریکا، سازمان غذائی جهان به پیش برده می‌شود. این پروژه در اکثر ولایات تطبیق گردیده برای هر زن ۱۵ مرغ رایگان توزیع می‌شود.

### شرکت سپن غر
این شرکت دارای ۱۲۰۰ اعضا بوده ساحه فعالیت و پرورش آن لغمان جلال‌آباد و کنر می‌باشد. ۸۵ فارم در لغمان و۱۲۰ فارم در کنر هار دارد. ضرورت این شرکت درماه۱۰۰۰۰۰جوچه‌است که ۳۰ هزار در جلال‌آباد تولیده گردیده مابقی از پاکستان وارد می‌گردد.

## مرغابی

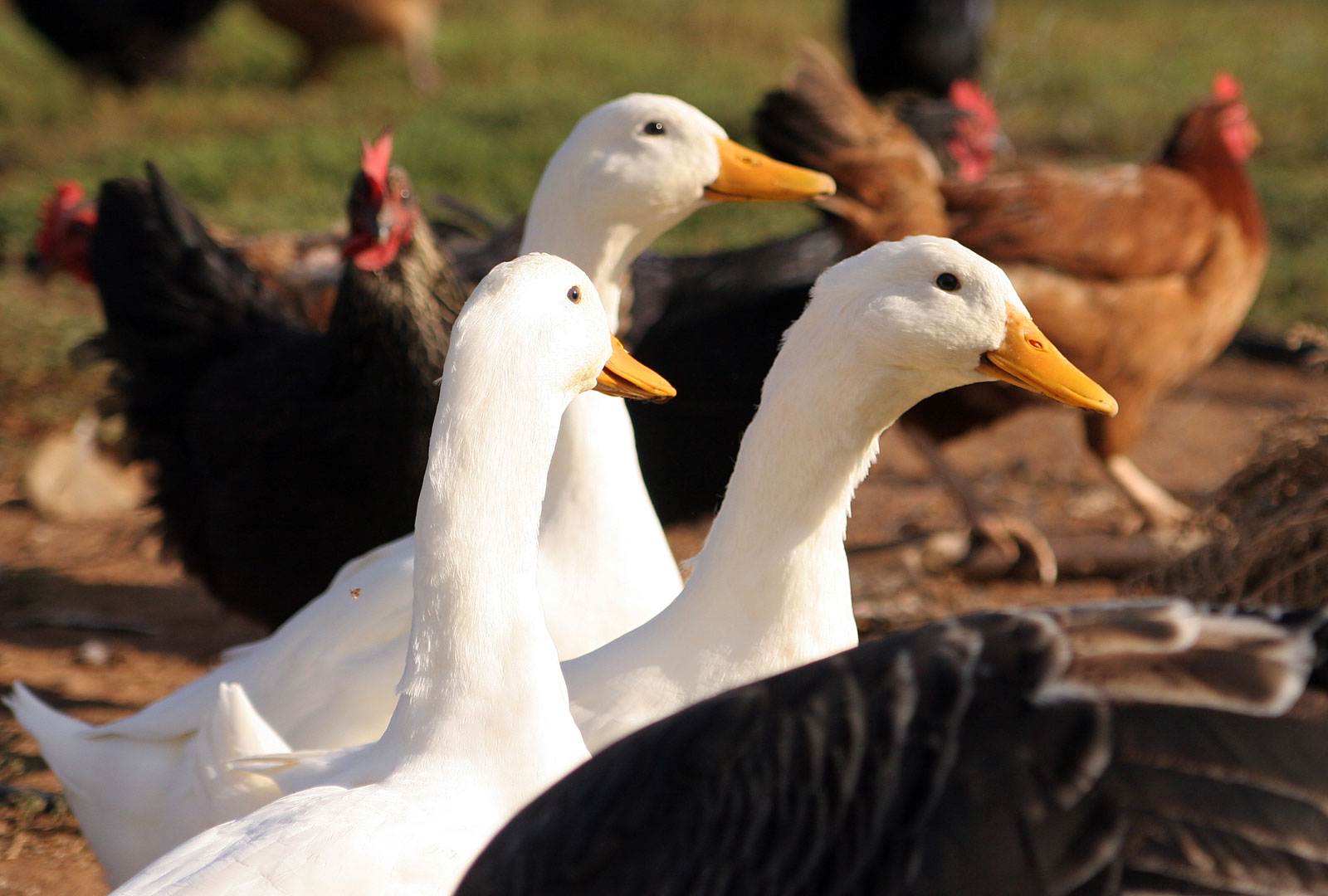
تربیه مرغابی ومرغ زنان خانه را مصروف می‌سازد

افغانستان دارای ۳۳ رود خانه و دریاچه‌ها می‌باشد. با ساختن حوض‌ها در کنار دریاها می‌توان مرغابی و ماهی را تربیه نمود. از اینکه تربیه مرغابی در کشورهای همسایه رشد نه نموده‌است بناً در افغانستان هم رشد نموده‌است.

## بوقلمون
اگرچه پرورش بوقلمون (پیل مرغ) از قدیم در خانه‌های اهالی افغانستان معمول است لکن تاکنون به شکل مکانیزه و پرورشگاه بزرگ انجام نشده‌است.

## سایر مرغان
پرورش پرندگان چون قاز، مرغابی، قطان، قره قش، و کبک زری، در افغانستان خیلی ندرت می‌باشد. این نوع پرندگان را علاوه بر گوشت در پارک‌های تفریحی به منظور سرگرمی اطفال پرورش داده می‌شود. کبک و سایر مرغان بشکل وحشی وجود دارد. باشه، شاهین و عقاب بشکل وحشی وجود دارد. این سه پرنده قیمتی‌ترین پرندگان در افغانستان است.

## پرندگان خوش خوان
در افغانستان تا اکنون ۵۵۰ نوع پرنده دیده شده‌است. ۲ نوع آن نادر ۱۷ نوع آن جهانی مابقی در افغانستان و کشورهای همسایه وجود دارند. از جمله ۳۰۰ نوع پرنده خوش خوان ۱۲۰ آن شناخت گردیده‌است؛ که اکثریت این پرندگان را نمی‌توان در منازل نگاه داشت. پرندگان که در خانه نگهداری می‌شوند عبارتند از کنری قمری مینا سایره گل سر کبوتر کبک بودنه طوطی می‌باشد. به جز از کنری تمام این پرندگان را شکار نموده و بعداً تربیه می‌نمایند. در کشورهای پیشرفته فروش و پرورش حیوانات و پرندگان یکی از پر درآمدترین بخش اقتصادی می‌باشد. ازدیاد و پرورش این پرندگان در فارم‌ها به تعداد پرندگان وحشی صدمه نزده بلکه پرندگان طبیعت را اضافه می‌سازد. (لست پرندگان افغانی ویکی پدیا انگلیسی)

## کبوتر

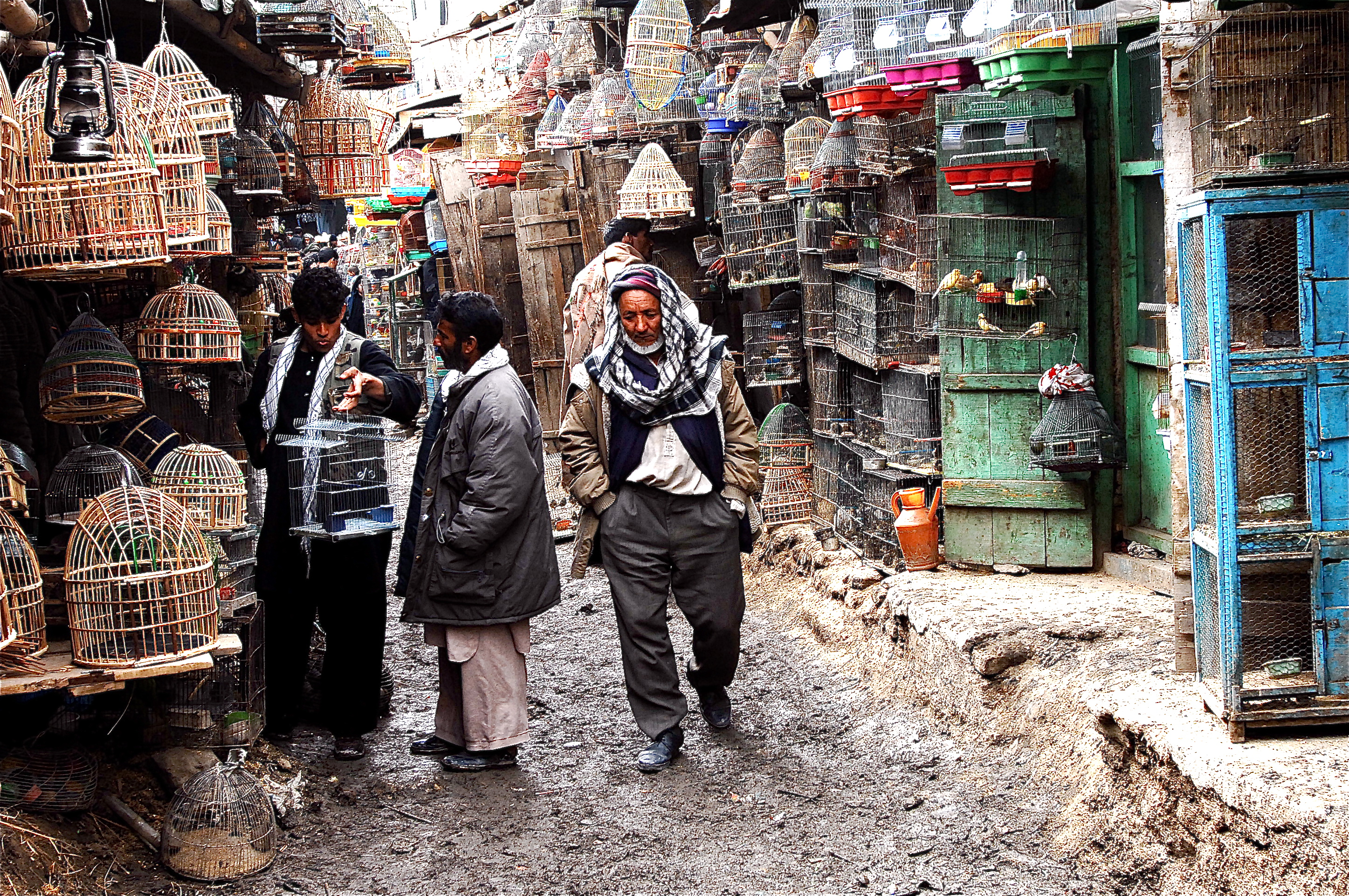
بازار پرندگان کابل

حدود ۳۰۰۰ سال قبل علاوه بر کبوتران وحشی کبوتران خانگی و رنگی در افغانستان وجود داشته‌است. زیرا تا اکنون کبوترهای وحشی وجود دارد. هکذا در ظروف و اشیا که از زیر خاک دریافت گردیده تصاویر، حک و ونقش از کبوتر دیده شده‌است. بعضی از کبوتران رنگه از شیراز وارد گردیده‌است. تعداد هم توسط مغول‌ها وارد گردیده‌است. تربیه کبوتر سفید و رنگی در شمال افغانستان یا باختر صورت گرفته سپس به جنوب وارد گردیده‌است. در افغانستان در هر شهر بازار بزرگ از فروش پرندگان بخصوص کبوتر وجود دارد. مردم افغانستان به منظور تفریح کبوتر را نگهداری می‌نمایند. در افغانستان کبوتر نظر به رنگ خود قیمت دارد. کبوتران به رنگ‌های سرخ شیرازی، زرد شیرازی، سیاه شیرازی، سوز شیرازی، سرخ پتین، سبز پتین، سیاه پتین، زرد پتین آتشی که صاف باشد جنس خوب گفته می‌شود. کبوتر که دارای رنگ‌های اضافی، غار بینی آن کلان چشم سرخ، پای خراب داشته باشد جنس خوب نبوده قیمت آن ارزان می‌باشد. قیمتی‌ترین و کمیاب‌ترین کبوتر دوچپ است که هر بال آن یک رنگ داشته باشد. مثلاً یک بال سیاه و دیگر آن سرخ یا رنگ دیگر باشد. کبوتران کم قیمت بور، سیاه مینا، یک خال و صحرایی می‌باشد. نوع دیگر کبوتران را به نام ملاقی می‌گویند که در هوا ملاق می‌زند. کبوتر نامه‌رسان خیلی ندرتاً یافت می‌شود. این کبوتر قدرت این را دارد تا فاصله ۱۸۰۰ کیلومتر را طی نماید.